# Broken Lines (película)
Broken Lines es una película del género drama de 2008, dirigida por Sallie Aprahamian, escrita por Dan Fredenburgh y Doraly Rosen, musicalizada por Laura Rossi, en la fotografía estuvo Jean-Louis Bompoint y los protagonistas son Paul Bettany, Olivia Williams y Dan Fredenburgh, entre otros. El filme fue realizado por Aria Films, Axiom Films y Cinema Two, se estrenó el 1 de octubre de 2008.

## Sinopsis
El largometraje trata sobre dos individuos que están en una encrucijada después de padecer graves desgracias en sus familias.